# École royale militaire (ordonnance de 1776)
Le 28 mars 1776, une ordonnance de Louis XVI ordonne la création de plusieurs écoles royales militaires en remplacement de celle de Paris.

## Historique
Cette réforme fait partie de celles voulues par le comte de Saint-Germain, secrétaire d'État à la Guerre sous Louis XVI, dans le but d'offrir aux gentilshommes pauvres la même instruction que celle prodiguée à la noblesse de cour : « ils recevraient la même éducation et les mêmes instructions que les autres pensionnaires. (...) ».
En 1793, une loi supprime ces écoles royales.

## Liste des écoles
Le collège de La Flèche avait déjà été transformé en école préparatoire à l'école militaire de Paris en 1764 . En 1776, dix autres établissements devinrent des écoles royales militaires et reçurent les boursiers du roi venus de l'école militaire de Paris et du collège de La Flèche :
- Beaumont (Calvados)[1] ;
- Brienne (Aube)[1] ;
- Effiat (Puy-de-Dôme)[1], maison oratorienne accueillant des pensionnaires depuis le XVIIe siècle et dotée officiellement d'un collège depuis 1719[3], fondé par Antoine II Coëffier de Ruzé d'Effiat[4].
- Pontlevoy (Loir-et-Cher)[1], abbaye bénédictine de la Congrégation de Saint-Maur ayant organisé un "séminaire" depuis 1644[5] ;
- Pont-à-Mousson (Meurthe-et-Moselle)[1],[6], ;
- Rebais (Seine-et-Marne)[1] ;
- Sorèze (Tarn)[1], abbaye bénédictine de la Congrégation de Saint-Maur ayant organisé un "séminaire de gentilshommes" entre 1689 et 1721 et un collège d'enseignement à partir de 1759 [7];
- Thiron (Eure-et-Loir)[1],[8] ;
- Tournon-sur-Rhône (Ardèche)[1], collège fondé en 1536 et administré par les Jésuites entre 1561 et 1762. Redevenu séculier, il est confié aux Oratoriens lors de la transformation en école royale militaire[9] ;
- Vendôme (Loir-et-Cher)[1]. Collège administré par la congrégation des oratoriens, fondé en 1623 par César de Vendôme fils légitimé d'Henri IV